# Horseshoe Beach
Horseshoe Beach – miasto w Stanach Zjednoczonych, w stanie Floryda, w hrabstwie Dixie.